# Ролен, Никола
Никола Ролен (фр. Nicolas Rolin или Rollin; 1376 год, Отён, Бургундия — 1462 год, там же) — бургундский канцлер.

## Биография
В 1408 году Ролен поступил на службу к Жану Бесстрашному, отцу Филиппа Доброго, а в 1422 году Филипп, наследовавший своему отцу, произвел Ролена в канцлеры.
Этот пост Ролен занимал на протяжении 40 лет, за это время невероятно разбогатев. Много денег он вкладывал в строительство. Поддерживал Ролен и живописцев — в родном городе он был известнейшим меценатом. Важнейшее значение для истории искусства имеют работы, созданные по его заказу Яном ван Эйком и Рогиром ван дер Вейденом. Совместно с супругой Гигоной де Сален основал в Боне знаменитую больницу Отель-Дьё.

## Заказанные произведения
- Мадонна канцлера Ролена